# Pontos de Cultura no Estado de São Paulo
A política de Pontos de Cultura é uma ação idealizada pelo Ministério da Cultura do Brasil que tem por objetivo financiar práticas de organizações culturais e artísticas já atuantes em seus territórios a de acordo com os critérios de democracia cultura, expandindo a produção, difusão e fruição cultural no país.  Os primeiros Pontos de Cultura no Estado de São Paulo vieram já com o de lançamento da política em 2004. Na ocasião 12 Pontos em 5 municípios compunham Rede Nacional de Pontos de Cultura do Governo Federal.
Em 2009 o Governo do Estado de São Paulo, através da Secretaria Estadual de Cultura, institui por meio da Resolução nº 31 de 15 de maio de 2009 a Rede de Pontos de Cultura do Estado de São Paulo.

## Pontos e Pontões
Os Pontos de Cultura são entidades ou coletivos culturais certificados pelo poder público que passam a receber recursos deste para potencializar suas práticas. Eles são estruturados com base nas três dimensões de cultura que o MinC adota, por meio das metas do Plano Nacional de Cultura, para articular suas ações. São elas: a dimensão simbólica, cidadã e a econômica. De acordo o documento base que estrutura o Programa “os Pontos de Cultura são intervenções agudas nas profundezas do Brasil urbano e rural, para despertar, estimular e projetar o que há de singular e mais positivo nas comunidades, nas periferias, nos quilombos, nas aldeias: a cultura local.” (BRASIL, 2005) 
Essas características conferem à política uma atuação frente à cultura entendida como simbólica, pois com o incentivo financeiro a coletivos que já vinham realizando intervenções culturais em determinados territórios, o governo reconhece as mais diversas e variadas práticas culturais como legitimas e dignas de valorização. Cidadã, pois a cultura sendo vista como um direito básico do cidadão acarreta na necessidade  de universalização da participação dos indivíduos na vida cultural, sendo os pontos de cultura atores importantes na ampliação dos meios de fruição, produção e difusão cultural (BARROS; ZIVIANI, 2007). 
Finalmente, trabalha a dimensão econômica na  medida em que, por reconhecer na área cultural um potencial de desenvolvimento econômico, os grupos de cultura são tratados como agentes de um potencial desenvolvimento local e regional. Mais do que isso, o Programa prevê o estabelecimento de uma rede de cooperação que visa ampliar a capilaridade, tanto federativa - com a adesão governo federal, governos estaduais, municipais e consórcios intermunicipais, através da adesão do Sistema Nacional de Cultura, quanto por eixo temático, em que a articulação dos pontos se daria em torno de um segmento ou tema específico (BRASIL, 2005). Os Pontões foram criados justamente para estabelecer uma conexão entre estes Pontos de Cultura, promovendo a integração de suas ações, oferecendo a capacitação dos produtores e gestores dos pontos e a difusão de seus trabalhos.

## Características do edital da Rede Estadual
O edital de 2009 se estruturou através do convenio nº 701333/2008 de 30 de dezembro de 2008, publicado no D.O.U de 31 de dezembro de 2008, firmado entre a Secretaria de Cultura de São Paulo e o Ministério da Cultura, prevendo o repasse de recursos recursos financeiros do Programa Mais Cultura entre de uma esfera federativa para a outra. Na ocasião, foram selecionados 301 Pontos, atingindo 179 cidades com ações de diversos segmentos culturais em todas as regiões do estado. O edital repassou um valor de 180 mil reais distribuídos em três anos, sendo que no primeiro ano R$20.000,00 foram destinados para a compra de um kit multimídia, totalizando um valor de R$ 54.000.000,00. Foram selecionadas ações que se enquadrasse em pelo menos uma das áreas relacionadas: Culturas Populares, Grupos Étnico-Culturais, Patrimônio Material, Audiovisual e Radiodifusão, Culturas Digitais, Gestão e Formação Cultural, Pensamento e Memória, Expressões Artísticas, e/ou Ações Transversais.
Entre os critérios de seleção, poderiam participar pessoas jurídicas de direito privado sem fins lucrativos, que sejam de natureza cultural como associações, sindicatos, cooperativas, fundações privadas, escolas caracterizadas como comunitárias, associações de pais e mestres, ou organizações tituladas como Organizações da Sociedade Civil de Interesse Público (OSCIPs), Organizações Sociais (OS) e Pontos de Cultura, todos sediados e com atuação comprovada na área cultural há pelo menos dois anos no Estado de São Paulo.
Os interessados inscritos tiveram a análise de regularidade e posterior análise de seus projetos, feita por meio de uma comissão formada por representantes da Secretaria de Estado da Cultura, do Ministério da Cultura, e convidados de reconhecida competência na área cultural, analisando critérios de qualidade cultural do projeto proposto; viabilidade técnica; capacidade de realização do proponente; alcance cultural e social; adequação do orçamento ao Plano de Trabalho proposto; contribuição para o acesso à produção de bens culturais; distribuição geográfica pelo Estado; dinamização dos espaços culturais dos municípios; geração de oportunidades de emprego e renda.
Após o contrato ter sido contemplado para a participação do programa, o proponente teria a obrigatoriedade de fornecer relatórios periódicos sobre as atividades desenvolvidas no ponto, bem como planilhas das aquisições de bens e serviços.

## Os 301 pontos
Os seguintes projetos formaram a Rede Estadual dos Pontos de Cultura do Estado de São Paulo, listados por ordem de município:
- Roda Cultura, Adamantina
- Educ@ativo - Um Olhar Adolfo na Geração de Renda, Adolfo
- Reviver a Cultura em Aguaí, Aguaí
- Alegria de Viver, Águas de Santa Bárbara
- Plantadores de Cultura, Agudos
- Democratização Cultural, Altinópolis
- Maracatu Nação Luzia, Americana
- Espaço 10Envolver, Americana
- Ponto de Cultura "CineCultura", Amparo
- Centro Cultural "Pioneiros de Andradina" Ponto de Todos Nós!, Andradina
- PEMSA Projeto de Educação Musical do Santuário de Aparecida, Aparecida
- Afrobetizando, Araraquara
- Banda Maestro Alfredo Alexandre Pellegatta e Escola de Música Carlos Viganó, Araras
- Biblioteca Itinerante com Contação de Histórias, Artur Nogueira
- Galpão Cultural, Assis
- Garatujas e Cambalhotas: Documentação e Registro da Arte na Infância, Atibaia
- Arte do Portão ao Tanque, Atibaia
- Letrarte, Bariri
- Projeto Cultural e Artístico, Barra Bonita
- No Ar "Arte e Cultura", Barra do Chapéu
- Ponto de Cultura Caboco - Unificando a Cultura Local, Barra do Turvo
- Ponto de Cultura ArteBrasil - Capoeira Como Conteúdo Cultural Interdisciplinar e Agente Sociabilizador no Contexto Escolar, Social e Cultural, Barretos
- Projeto Oficina Pinóquio, Batatais
- Identidade Cultural - Bauru e Região, Bauru
- Projeto Parcel - Centro Cultural e de Difusão Social da Àrea Continental de Santos, Bertioga
- Refinar, Bertioga
- Formação do Povo de Birigui, Birigui
- Arte em Movimento, Boituva
- Carnaval, Pura Expressão de Cultura, Bragança Paulista
- Escola de Música, Bragança Paulista
- Projeto Made in Buri, Buri
- Ponto de Encontro, Caçapava
- Fanfarra de Caieiras: Uma Fanfarra do Futuro, Caieiras
- Caieiras Cultura Para Todos, Caieiras
- A Viola Conta a Nossa História, Cajati
- E-Jovem - Escola Jovem LGBT, Campinas
- Projeto Canarinhos da Terra - UNICAMP, Campinas
- Ponto de Cultura Sia Santa, Campinas
- Celebrando a Diversidade, Campinas
- Ponto de Cultura Ibaô, Campinas
- Espaço Brincar: Ecobrinquedoteca, Cultura e Educação Socioambiental, Campinas
- Maluco Beleza - Oficinas de Rádio e TV Para Inclusão Audiovisual, Campinas
- Ponto de Cultura Téspis - Teatro e Arte Para Muitos, Campinas
- Teatro e Música: pesquisa, produção e difusão, Campinas
- Comunidade Jongo Dito Ribeiro, Campinas
- Arte a Campo - Semeando Cultura, Campo Limpo Paulista
- Ponto de Cultura "Caiçaras", Projeto Vivendo Arte e Cultura, Cananéia
- Rádio Legal, Capão Bonito
- Ponto de Cultura Hugo Della Santa, Capivari
- Nkisi na Diáspora: Raízes Religiosas Bantu no Brasil, Caraguatatuba
- Passado, Presente e Futuro - O Registro de um Povo pelo Audiovisual, Carapicuíba
- OCA - Uma Escola Cultural, Carapicuíba
- Aprendendo a Aprender, Catanduva
- Encantos Musicais, Catanduva
- Celeiro Cultural, Colina
- Terra Viva, Cordeirópolis
- TV Comunitária Educativa e Cultural Pela Internet, Cosmópolis
- CEACOTUR - Centro de Educação Ambiental, Cultural e Ecoturismo no Sítio do Mandu, Cotia
- Transportando Vida Cultural, Cruzeiro
- Grupo Afrobanda, Cubatão
- Acessandocultura.com, Descalvado
- Casa das Minas de Thoya Jarina, Diadema
- Um Rio de Cultura, Eldorado
- Cultura, Antenada, Embu das Artes
- Solano Trindade Raizes de Cultura, Embu das Artes
- Aprender e Semear, Viver e Cultivar, Embu-Guaçu
- Centro Cultural "Música Oxigênio da Alma", Espírito Santo do Turvo
- De Ponto a Ponto - de Página à Tela, Estrela D'Oeste
- Maravilha Viver Cultura, Fernandópolis
- Um Sonho a Mais: Cantos e Encantos, Ferraz de Vasconcelos
- Pedra no Sapato, Franca
- Ponto de Cultura FETANP Escola de Circo, Franca
- Cavalhadas da Franca, Franca
- Núcleo de Pesquisas da Cultura Tradicional, Garça
- Cidadão do Futuro, Guarani D'Oeste
- Projeto Sócio Cultura "Violodum", Guarujá
- Vozes de Senzala, Guarujá
- Cultivo ao Hip Hop, Guarulhos
- Ponto de Cultura Chico Mendes - Semeando Artes, Guarulhos
- Caminhos, Hortolândia
- Nosso Povo Faz Arte Desde 205 d.C. e Continua Fazendo, Iepê
- Cinearte, Cinema e Arte para Todos, Igaraçu do Tietê
- Carreta dos Sonhos, Igaraçu do Tietê
- Ilha da Cultura, Igaratá
- Cultura Esse é o Ponto, Iguape
- Melodias Afluentes, Ilha Solteira
- Ponto de Cultura Pés no Chão, Ilhabela
- Toda Cultura, Indaiatuba
- Coisas da Prosa, Iporanga
- Ponto de Cultura "Benedicto Calixto Cultura Ativa", Itanhaém
- Ponto de Cultura - Casa de Cultura: Sinhanarte, Itaoca
- Arapoty Cultural, Itapecerica da Serra
- Espaço Livre de Arte Urbana, Itapecerica da Serra
- Meninos da Porteira, Itapetininga
- Jovem Cultura em Ação, Itapeva
- Tradição e Desenvolvimento Cultural Afro Brasileiro no Sudoeste Paulista, Itapeva
- Nas Trilhas do Quilombo Brotas, Itatiba
- Ponto de Cultura de Itirapina, Itirapina
- Uniarte, Itobi
- Casa de Cultura Afro de Itu, Itu
- Sapucaia - Núcleo de Estudos e Produção Audiovisual, Jacareí
- Ponto de Cultura "Criança Feliz, Jales
- Taiko: Arte e Música Como Instrumentos de Cidadania, Jales
- Lona Lúdica, Jaú
- Casa de Cultura de Joanópolis, Cultura e Cidadania Pró-Joá, Joanópolis
- Ora Viva, São Gonçalo, Joanópolis
- Aneto, Jundiaí
- Casa da Cultura Indígena, Jundiaí
- Projeto Nepa (Núcleo de Educação Patrimonial e Ambiental), Lorena
- Espaço Cultural Novo Tempo, Louveira
- Viva o Canto, Marília
- Na Batida da Reciclagem Musical, Mauá
- Ponto de Cultura Batucajé, Miracatu
- Cultivar a Arte, Mirandópolis
- Arte Social, Cultura Para Todos!, Mirassolândia
- Fazendo Cultura com Arte, Mococa
- Casa da Sesmaria, Mococa
- EstAÇÃO ZAPT - Embarque de Práticas Artísticas e Culturas Populares", Mogi das Cruzes
- Palco Aberto, Mogi das Cruzes
- Parafernália Cultural, Mogi Guaçu
- CRIARTE, Mogi Mirim
- Projeto Partitura, Monte Alegre do Sul
- Fundação JazzBrasil, Monte Azul Paulista
- Ponto de Cultura Povo de Monteiro Lobato, Monteiro Lobato
- Teia Cultural do Município de Narandiba - Integrando e Revelando Talentos no Território da Cidadania do Pontal de Paranapanema, Narandiba
- PROCAT Projeto Cultural Acessível a Todos, Nhandeara
- Manifestações Culturais Tradicionais de Olimpia - SP. O Anônimo se Faz Público, Olímpia
- Ofício da dança, Orlândia
- Ponto de Cultura Centro de Cultura e Convivência APM Edmundo C Burjato, Osasco
- Reino de Zazi - Espaço Cultural e Turístico da Comunidade Tradicional de Matriz Africana, Osasco
- Revelando Talentos, Oscar Bressane
- Ponto de Cultura para ler o Mundo, Ourinhos
- Brincarte, Paraguaçu Paulista
- Resgate da Cultura dos Imigrantes de Língua Alemã do Vale do Ribeira, Pariquera-Açu
- Sonho de Criança, Patrocínio Paulista
- Resgatando Tradições, Paulo de Faria
- Violeiros de Pedreira, Pedreira
- Nação Caiçara - Núcleo de Ação Caiçara, Peruíbe
- Projeto Orfeu, Uma Semente Para o Futuro, Pindamonhangaba
- Arte e Cultura em Resgate: A Trupe da Tuba e da Tábua, Pindorama
- Jongo de Piquete um Novo Olhar, Piquete
- Educomunicamos, Piracicaba
- Andaime-Garapa, Piracicaba
- Escola de Arte Sacra, Pirapora do Bom Jesus
- Projeto Piração Cultural, Pirapozinho
- Círculo Memória Viva, Pirassununga
- Mãos à Obra, Poá
- Arca dos Ventos, Porto Feliz
- Música para Todos, Porto Ferreira
- CEMA Centro Educacional Municipal de Aprendizagem Artes e Oficios "Dorival Rossi", Pradópolis
- Oficina de Artesanato - Construindo o Futuro, Praia Grande
- Prudente em Cena, Presidente Prudente
- Em Cada Canto um Brasil, Presidente Prudente
- Iscap pela Cultura, Primavera
- Kinema: Linguagem Audiovisual e Educação, Queluz
- Taiko - ACNBR - Registro, Registro
- Ponto de Cultura Cidadãos Artistas, Ribeirão Pires
- Cultura Viva na Comunidade, Ribeirão Pires
- Ponto de Cultura Cineclube Cauim, Ribeirão Preto
- Programa Dança Vida - Oficinas de Arte "Fábrica de Espetáculos", Ribeirão Preto
- Ilé Edé Dùdú (Casa de Cultura Negra), Ribeirão Preto
- CEQUISABI, Ribeirão Preto
- Ponto Livre de Cultura - Novos Olhares, Rio Claro
- GAAJ Cultura, Roseira
- Anselminhos - Pagadores de Promessas, Salto
- Ponto de Cultura - Espaço Cultural Barros Junior, Salto
- Caminhos da Dança, Salto
- Mostrando Caminhos, Santa Adélia
- Ninho Musical, Santa Bárbara do Oeste
- Tempos de Cultura: da Senzala Para o Brasil, Santa Cruz do Rio Pardo
- Balcão de Artes e Cultura Viva, Santa Fé do Sul
- Cultura é Cidadania - Galpão Arthur Netto de Cultura e Cidadania, Santa Isabel
- Ponto de Cultura de Santa Maria da Serra, Santa Maria da Serra
- Centro Cultural Leandro Manoel de Oliveira, Santana do Parnaíba
- Mistura e Gingada, Santo André
- Azimuth - Ponto de Cultura e Sustentabilidade, Santos
- Estação da Cidadania e Cultura, Santos
- Projeto Sapucaia: Formação de Agentes Culturais, São Bento do Sapucaí
- Usina Socioeducativa: Rádio-Cine-Foto-Difusão de Tecnologia, Cultura e Direitos Humanos Para Crianças e Adolescentes, São Bernardo do Campo
- Editora Livre, Popular e Artesanal, São Bernardo do Campo
- Cultura Grande SP, São Caetano do Sul
- APAP ArteCidade, São Caetano do Sul
- Independência ou Marte - Conexões Solidárias, São Carlos
- Canal Aberto Espaço 7 - Conexão Universidade e Sociedade para a Disseminação da Arte e do Conhecimento, São Carlos
- Ponto de Cultura São Francisco, São Francisco
- Incubadora Cultural, São João da Boa Vista
- Casa de Cultura "Vó Gulina", São João das Duas Pontes
- Projeto Orquestra de Violão, São José da Bela Vista
- Vale + Cultura, São José do Barreiro
- IELART E CULTURA, São José do Rio Preto
- Projeto Escola Viva Cultural, São José do Rio Preto
- Arte em Qualquer Parte, São José dos Campos
- Caminhos da Cultura, São José dos Campos
- Biblioteca Solidária - Artes, Inclusão Digital e Meio Ambiente, São José dos Campos
- Programa de Desenv. Cultural Regional Baseado em Ativos da Comunidade - Ponto de Cultura, São José dos Campos
- Cultura Paraitinga - Nas Ondas da Memória, São Luis do Paraitinga
- Ponto de Cultura Fazenda São Luiz, São Luís do Paraitinga
- Projeto Parahy, São Luiz do Paraitinga
- Projeto Sambavida, São Manuel
- Viva o Clube!, São Miguel Arcanjo
- Cultura na Vila, São Paulo
- Heliópolis e Cultura em Ação, São Paulo
- Lação Hip Hop, São Paulo
- Orquestra de Berimbaus do Morro do Querosene, São Paulo
- Pintou a Síndrome do Respeito, São Paulo
- Circuladô Negreiro: A Cultura Afro em Movimento, São Paulo
- Repiques na Mão, Afoxé, Cacarecos e Barangolés, uma Quizomba no Barracão dos Sonhos, São Paulo
- Casa da Gioconda, São Paulo
- Ilú Ònà - Caminhos do Tambor, São Paulo
- Espaço Cultural Periferia no Centro, São Paulo
- WEBTV Cidade Tiradentes, São Paulo
- Ponto de Cultura Aprendendo a Perceber, São Paulo
- Projeto Jovens Mediadores de Leitura, São Paulo
- Histórias que essas Mulheres Contam e Encantam, São Paulo
- Mosaico Musical da Vila Prudente, São Paulo
- Formação de Contadores de História do Patrimônio Paulistano, São Paulo
- Arquitetura Social, São Paulo
- Oficinas Permanentes de Música por Computador do CMIJ - Centro de Música e Inclusão para Jovens, São Paulo
- Música na Periferia, São Paulo
- Contadores de Histórias - Viva e Deixe Viver, São Paulo
- Mundo em Foco, São Paulo
- Ponto de Cultura Cia Maja, São Paulo
- Ponto de Cultura Baobá de Canto Coral: Manutenção, Consolidação e Aprimoramento do Trabalho de Iniciação, Sensibilização e Formação Musical Realizado com crianças e Adolescentes Negros(as) e Não-Negros(as) da Região de Vila Matilde, Penha e Adjacências, São Paulo
- Ponto de Cultura Piá, São Paulo
- Oficina de Cinema, São Paulo
- Cultura Digital nas Práticas Colaborativas, São Paulo
- Batuta, São Paulo
- Pontinho de Cultura "Cirandas Infantis Paulistas", São Paulo
- Ponto Cultural Ocas, São Paulo
- Meu Mundo Melhor, São Paulo
- Sarau Ambulante, São Paulo
- Núcleo Escola de Rua, São Paulo
- Escola Livre de Comunicação Compartilhada, São Paulo
- Cultura pela Paz, São Paulo
- A Vida é o Moinho, São Paulo
- Expresse-se com Consciência - Faça Capoeira, São Paulo
- De Rua, Na Rua, Pra Rua, São Paulo
- Espaço Cultural Carlos Marighella: Interagir Comunidade - Cultura, São Paulo
- Ponto de Cultura ArteVida Reciclada, São Paulo
- Daqui de Dentro - Um Novo Olhar Sobre o Patrimônio, São Paulo
- Ponto de Cultura Morarte - "Moradia e Arte", São Paulo
- Hip Hop Quilombola - Consciência e Atitude, São Paulo
- Paidéia Cidadã, São Paulo
- Coleção Contos e Lendas Brasileiras, São Paulo
- Ponto de Cultura Centro de Apoio ao Migrante: Construindo Espaços de Cidadania e Integrando os Povos, São Paulo
- Casa de Cultura Projeto Gente, São Paulo
- Ponto de Cultura da Comunidade, São Paulo
- Ponto de Cultura Audiovisual Kinoforum, São Paulo
- Movimentos Nômades de Cultura, São Paulo
- Revista Menisqüência! quadrinhos* cultura* opinião*, São Paulo
- Saber Viver, São Paulo
- Teatro da Touca, São Paulo
- Ponto Pombas Urbanas, São Paulo
- Rede iVoz: literacia midiática e arte urbana, São Paulo
- Estação Paraisópolis, São Paulo
- Ponto Educandário de Cultura da Mudança de Cena, São Paulo
- Novo Trem das Onze, São Paulo
- Cohabitarte, São Paulo
- Música Para Todos, São Paulo
- Núcleo de Interação Cultural Parque Fernanda - NIC Parque Fernanda, São Paulo
- Fortalecimento das Manifestações Culturais Quilombolas através de Incentivo a Processos e Práticas Culturais voltados a Promoção Sociocultural dos Jovens Quilombolas do Vale do Ribeira, São Paulo
- Ponto de Cultura Brasilândia, São Paulo
- Nas Ondas do Digital - Onde a Cultura Popular Surfa e Acontece Pelas Ondas da Web, São Paulo
- Virando Parelheiros às Avessas, São Paulo
- Centro Cultural Quilombaque, São Paulo
- Arte Clube, São Paulo
- Arte aos Quatro Ventos, São Paulo
- Teatro Cidadão, São Paulo
- Agentes do Brincar, São Paulo
- Nossa Terra, Nossa Gente - A Rádio Vai À Escola, São Roque
- Cultura Viva na Arte dos Povos do Mar, São Sebastião
- Orquestra de Cordas, São Vicente
- Trilhas de Cultura e Meio Ambiente, Serra Negra
- Projeto de Formação Cultural Comunitária, Serrana
- Pra Voar, Sertãozinho
- Conservatório Musical, Socorro
- Formação Instrumental Para Novos Talentos, Sorocaba
- Comunidade Cura, Sumaré
- Trupe Volante, Suzano
- Jeca Tatu: Diálogos Socioambientais da Cultura Tradicional, Suzano
- Músicos do Futuro, Taboão da Serra
- Cine Clube da APM, Tanabi
- Raizes Culturais, Tanabi
- Portidançando, Taquaritinga
- Profissionalismo, Só se Adquire com Oportunidade, Taquarituba
- AAT Associação dos Artesãos de Tarumã - Revelando a Cultura, Tarumã
- Amart Cultural, Tatuí
- Modelando Tradições - Figureiros de Taubaté, Taubaté
- Vozes de Taubaté, Taubaté
- Fábrica de Documentários, Taubaté
- Cultura Caipira: da Viola ao Catira, Torrinha
- Teatro Gera Vida, Vida Gera Teatro, Tupã
- Ponto de Cultura Quilombola Escolinha Jambeiro, Ubatuba
- Olhares de Dentro - Valorizando a Memória e Fortalecendo as Raízes, Ubatuba
- Elite - Escola Livre de Teatro, Urânia
- Ponto de Cultura Viola Cantando História, Urupês
- Ponto de Cultura Projeto Janela Aberta, Valinhos
- Ponto de Cultura Viva Vargem, Vargem
- Ponto de Cultura do Jardim Margarida, Vargem Grande Paulista
- Arte Eternal - Orquestra de Cordas, Várzea Paulista
- Ponto de Cultura Deco D'Antônio, Votuporanga

## Derivações
1. Teia estadual

A TEIA SP é um evento que se propõe a reunir a diversidade cultural do Estado de São Paulo, agregando participação de Pontos de Cultura conveniados com as Redes do MinC, a Rede Estadual e as Redes Municipais. Objetivando a troca de saberes e fazeres, reunir representantes e integrantes dos Pontos de Cultura simboliza grande comunhão, fortalecimento dos Marcos Legais do Cultura Viva e fomenta debates sobre políticas públicas de cultura em diversas escalas.
É organizado em gestão compartilhada pelos três entes federados (Ministério da Cultura, Secretaria de Estado da Cultura e Secretaria Municipal de Cultura – além da sociedade civil – Comissão Paulista dos Pontos de Cultura). Os encontros regionais das entidades que se contemplam pelo Programa Cultura Viva também fazem parte do evento.
2. Fórum Nacional dos Pontos de Cultura
Estreando em 2007 em um evento Teia, o Fórum Nacional de Pontos de Cultura é um fomentador de construção de marcos legais que reconhecem e legitimam a autonomia e o protagonismo do povo brasileiro em suas práticas culturais, colocando o debate em ação através da gestão compartilhada entre o governo e os representantes das entidades. 
3. Comissão Nacional dos Pontos de Cultura 
Sua principal função é articular a participação dos Pontos nos encontros (como a TEIA) e incluir participação dos grupos no Fórum Nacional e em outros eventos pertinentes nestes processos. 

## Limitações
No diagnóstico apresentado no Grupo de Trabalho na formação “Troca de Fazeres, Saberes, Conceitos e Práticas”, em Dezembro de 2011, os “ponteiros” presentes relataram dificuldades na comunicação com os técnicos da SEC, o que interferiu no acompanhamento do projeto. Eles ainda sofreram com atraso de recursos, a falta de flexibilidade na alteração nos planos de trabalho e no processo de compra de materiais e contratação de serviços através dos requerimentos exigidos no edital. 
Os coletivos fomentados pela política do Ponto de Cultura encontram uma nítida maior capacidade e dinamicidade para executar suas atividades, fruto da verba destinada pelo Estado. Mesmo assim, muitos ainda esbarram nas dificuldades que o programa apresenta em fases distintas. Previamente, a política não consegue atingir diversos grupos que esbarram no processo de seleção na lógica de projetos. Mesmo sendo um edital simples, muitos coletivos não conseguem competir com grupos melhores estruturados e experientes em escrever projetos e concorrer a editais. Muitas vezes não se considera a qualidade das ações de um grupo, mas sim quão bem escrito está o projeto e seu plano de trabalho. Além disso, mais barreiras são colocadas se pensarmos que uma das exigências do edital é a organização do coletivo sob a forma de associação por no mínimo três anos, possuindo um Cadastro de Pessoa Jurídica.
Já inseridos na política, a prestação de contas com o governo torna-se outra dificuldade para os coletivos, mesmo se tratando de uma prestação também simplificada (e isso deve ser reconhecido como outro mérito do Programa) se comparada com outras políticas de repasse de recursos entre esferas. Parte dessa dificuldade é em parte derivada da ausência uma de equipe gestora consolidada para auxiliar no processo. 

## Redes Municipais de São Paulo
De acordo com a Política Nacional de Cultura Viva, por se tratar de uma política federalizada os munícipios possuem autonomia para lançarem seus próprios editais para suas redes de ponto, com características no valor e na prestação e contas diferentes entre si . Até 2013, 7 municípios do Estado apresentavam suas próprias redes municipais: Bauru, Embu, Guarulhos, Ribeirão Preto, São Paulo, São Vicente e Suzano. Mais recentemente São Bernardo do Campo na região do ABC paulista também lançou um edital contemplando 10 iniciativas culturais para se tornarem Pontos de Cultura. Os dados são referentes ao Relatório de Pontos de Cultura da Secretaria da Cidadania e Diversidade Cultural do MinC de 2013. Desde então, outros editais foram lançados tanto em nível Federal quanto Municipal.